# Compact Disco
Compact Disco — венгерская рок-группа, представители Венгрии на конкурсе песни Евровидение 2012.
Группа была создана в 2008 году. За короткий период времени музыканты выпустили два полноформатных альбома, а также успели получить ряд наград в области электронной музыки.
11 февраля 2012 года были выбраны, чтобы представить свою страну на конкурсе песни Евровидение. C композицией «Sound of our hearts» выступили в первом полуфинале и прошли в финал, где заняли 24 место.

## Дискография

### Альбомы
- Steroid (2009)
- II (2011)
- Two Point Five (2012)
- The Storm (2013)
- Compact Disco 4 (2018)

### Синглы
- I’m in Love (2010)
- Without You (2010)
- Fly or Dive (2011)
- Sound of Our Hearts (2012)
- Leave It Up To Me (2012)
- We Will Not Go Down (2013)